# Notoceresium setistriatum
Notoceresium setistriatum là một loài bọ cánh cứng trong họ Cerambycidae.